# اورایلی مدیا
اورایلی مدیا (به انگلیسی: O'Reilly Media) یک شرکت رسانه‌ای آمریکایی است که توسط تیم اورایلی تأسیس شده‌است. این شرکت کتاب‌هایی در زمینه علوم رایانه و بخصوص نرم‌افزارهای آزاد چاپ می‌کند و وب‌سایت‌هایی خبری و تحلیلی را اداره می‌کند و همچنین کنفرانس‌هایی در زمینه فناوری رایانه‌ای برگزار می‌کند. بر روی جلد کتاب‌های منتشر شده توسط این شرکت، معمولاً تصاویری از حیوانات و پرندگان چاپ می‌شود.